# Palacio Pisani (Santo Stefano)
El palacio Pisani es un edificio histórico veneciano ubicado en el barrio de San Marco, con vista al rio del Santissimo, lindando con el palacete Pisani y con el palacio Morosini, con vista a campo Pisani, adyacente al campo Santo Stefano. Es la sede del conservatorio Benedetto Marcello.

## Historia
En 1525 los Pisani ya vivían en la zona de Santo Stefano, pero la construcción del palacio comenzó entre 1614 y 1615. El primer núcleo se desarrolló donde se levantaba una casa propiedad de la familia (obtenida por herencia) y otras edificaciones adquiridas expresamente para construir esta casa. Alvise Pisani, el promotor, decidió no recurrir a un arquitecto para supervisar las actividades, sino que lo hizo él mismo, contactando directamente con los artesanos, quizás debido a la ausencia en ese momento de una gran personalidad artística en la ciudad. En 1634 un terremoto destruyó parte de la casa, que tuvo que ser reconstruida. Para la reconstrucción del edificio, realizada "al estilo romano", parece ser que intervino el arquitecto de san Bortolo da Venezia, conocido como Manopola. En el siglo XVIII Vincenzo Maria Coronelli atribuyó el diseño del edificio a Jacopo Sansovino.

### Ampliación
En 1728 la familia Pisani encargó a Gerolamo Frigimelica la ampliación del conjunto. Su intervención consistió en la destrucción de la gran buhardilla central, el levantamiento de un piso, la construcción de los patios interiores y la decoración. A finales del siglo XVIII se realizaron otras obras que provocaron la alteración de la planta. De hecho, el nuevo propietario del edificio, un tal Alvise Pisani, decidió transformar las salas del segundo piso noble en habitaciones más pequeñas, dividiéndolas según el proyecto de Bernardino Maccaruzzi. El edificio ahora tenía alrededor de 200 habitaciones. Durante este período fue huésped de palacio Gustavo III de Suecia, quien afirmó que nunca podría corresponder a la suntuosa acogida recibida. Siguieron muchas otras transformaciones: el plan se revisó varias veces, se retiraron las colecciones de arte, todo el complejo se dividió en apartamentos alquilados. Mientras tanto, la familia propietaria había tenido que vender gran parte del edificio, quedando como propietaria únicamente del ala norte. En 1880 se extinguió la familia propietaria. En 1940 el edificio se transformó en un conservatorio. En 1947 el pintor Zoran Music tenía su estudio en el desván.

La última gran renovación se encargó a Girolamo Frigimelica, el arquitecto de la familia Pisani, el mismo que construyó la imponente Villa Pisani en Stra. La finalidad de la construcción era eminentemente festiva: la noble familia Pisani, en aquel momento una de las más ricas de la ciudad, quería un palacio digno de su grandeza, abriéndose paso poco a poco entre las casas vecinas hasta el Gran Canal. Aquí se alojaron personajes famosos, soberanos y príncipes: las crónicas hablan de la magnificencia del mobiliario y la decoración, de la galería llena de cuadros de los pintores más distinguidos. La enorme fachada del palacio, criticada por algunos por ser ostentosa, está animada por dos grandes arcos sobre la puerta principal
Benedetto Marcello

## Descripción

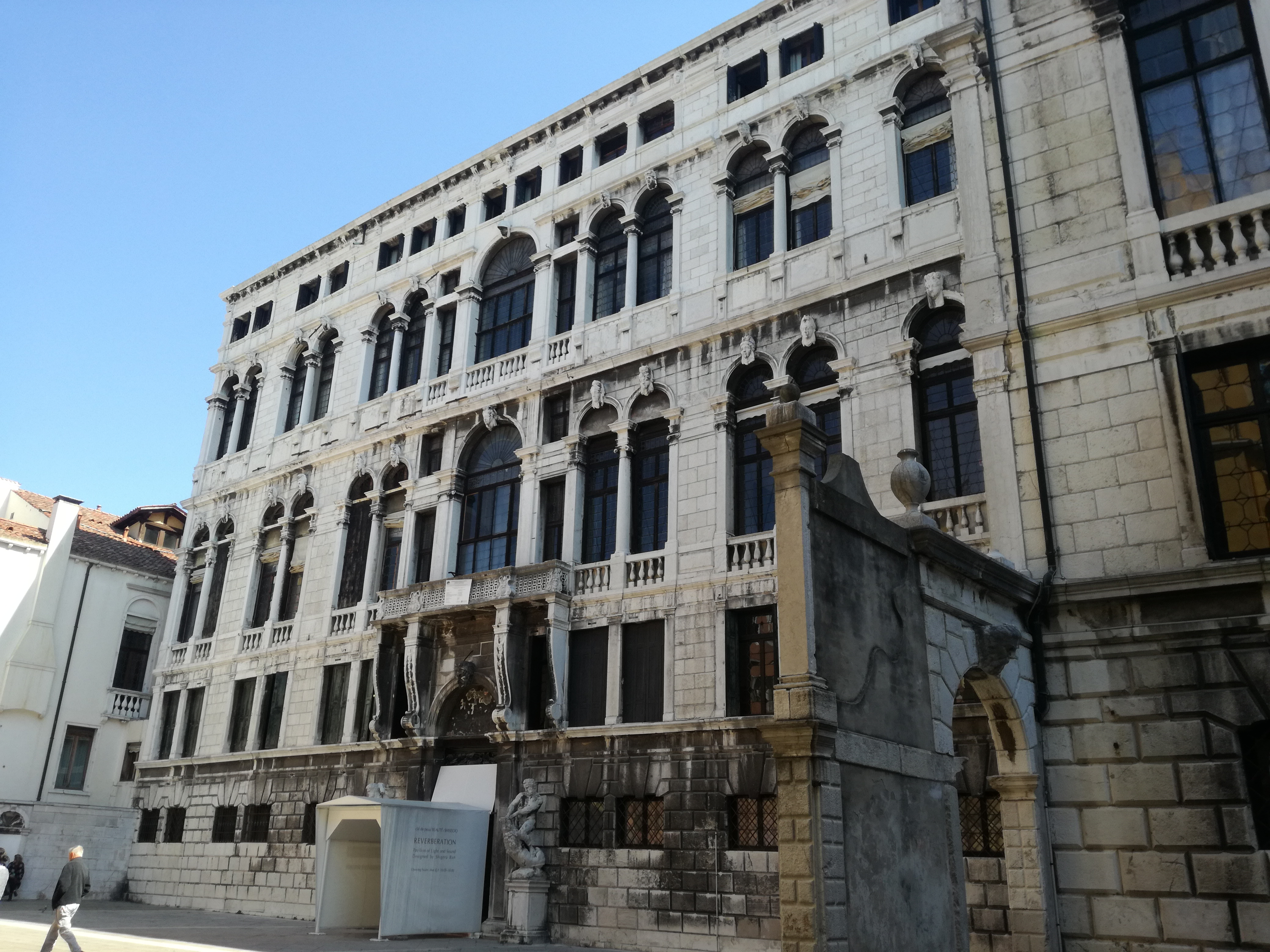
fachada principal

Demuestra claramente el deseo de la familia Pisani de llegar al Gran Canal, logrado con la adquisición de Palazzetto Pisani, tiene dimensiones considerables y numerosas fachadas.
La fachada principal da a Campo Pisani y se caracteriza por la decoración en piedra de Istria, que le da un aspecto majestuoso. Tradicionalmente aparece tripartito: en el centro de la planta baja encontramos un gran portal, tomado de las serlianas de los pisos superiores. En los lados de este último hay ventanas con arcos de medio punto, cuya clave está decorada con una cabeza humana. Están dispuestas para formar ventanas bíforas con parteluz: las dos ventanas que forman la unidad modular luego repetida tienen una columna en el centro y pilares en los lados. El balcón del primer piso, excepcionalmente poderoso, está sostenido por dos modillones y su antepecho está decorado con un motivo cuadrado.
Las fachadas secundarias se desarrollan hacia el Gran Canal (terminado en 1751 ) y hacia el Río del Santissimo. Ambos tienen un aspecto desnudo, no comparable con el del principal. Su decoración se compone principalmente de ventanas de una sola lanceta.

### Plantas
La estructura de las plantas tienen características muy distintas a las tradicionales, que ven una sucesión de estancias a los lados del portego. En este caso, el edificio se desarrolla alrededor de dos patios, separados solo por un cuerpo de logia.

### Interior

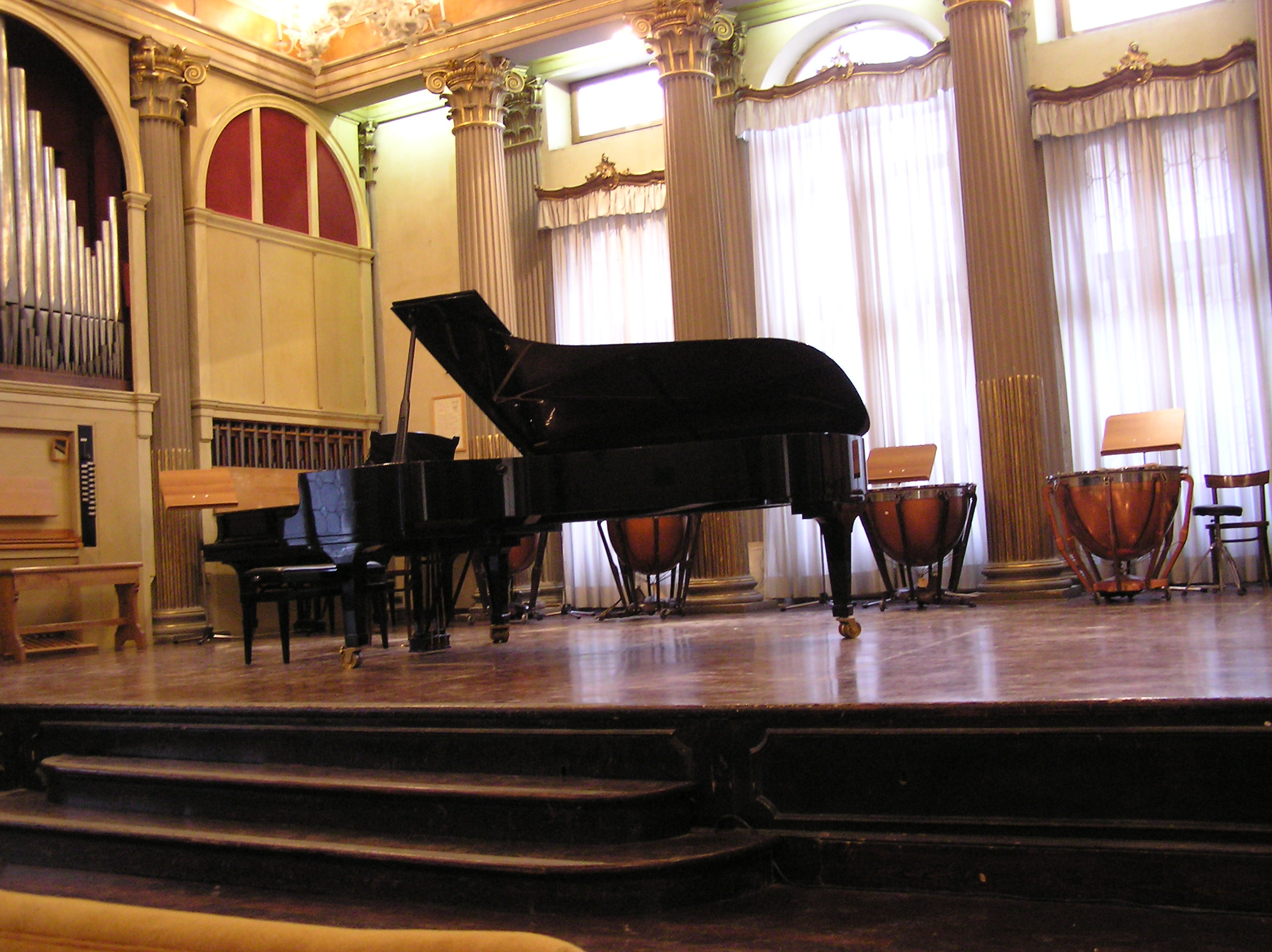
La sala de conciertos, una vez un salón de baile.

Ha sido víctima de saqueos a lo largo de su historia. A pesar de todo, aún hoy sobreviven numerosas obras de arte, concentradas en los techos y estucos. El portal está rodeado por dos grupos escultóricos, que representan la Matanza del León de Nemea y la Captura de Cerbero : generalmente se atribuyen a la escuela de Girolamo Campagna. La pared trasera del vestíbulo de entrada está dominada por el gran fanò, la luz que estaba a popa de la cocina de Andrea Pisani. En el vestíbulo de la antigua biblioteca, en el quinto piso, hay dos medallones con los perfiles de Martín Lutero y Giovanni Calvino. En el entrepiso hay algunas salas decoradas con estucos que datan de la segunda mitad del siglo XVIII.
El portego del primer piso noble presentó una vez una colección de pinturas que representaban los rostros de los hombres más famosos de la familia: hoy solo sobreviven los de Andrea Pisani y Alvise Pisani. La decoración de la sala es en cambio obra del pintor Jacopo Guaraná. Las decoraciones abundan en las habitaciones del primer piso: entre otros, Francesco Zugno trabajó allí para la realización de los frescos que decoran la habitación del campo y la contigua. El mismo piso también tiene una capilla con un retablo sobre el tema de la Sagrada Familia y San Giovannino, realizado por Giuseppe Angeli.
En cuanto al ala que da al canal, tiene dos salas que en su día debieron estar ricamente decoradas pero que hoy parecen desnudas. También en el mismo lateral también había una sala utilizada como pinacoteca, donde se albergaban valiosas obras. Según un inventario realizado en 1809, constaba de 159 obras, de las cuales dos tercios del siglo XVI, unas cuarenta del siglo XVII y una docena del siglo XVIII. El inventario también indica los nombres de los artistas, incluidos Tiziano, Tintoretto, Paolo Veronese, Bassano, Palma il Vecchio. Adyacente a esta sala hay una rica en estucos blancos y dorados, atribuida a Giuseppe Ferrari que los habría realizado en 1776. A la derecha hay una capilla dedicada a la Virgen del Rosario, ampliada y decorada en 1717.
Otro lugar particularmente importante es el salón de baile, ahora utilizado para conciertos. Su forma fue definida por Almorò Pisani entre 1717 y 1720. La obra de arte más valiosa de la sala fue el lienzo que decoraba el techo, realizado por Giovanni Antonio Pellegrini entre 1722 y 1723. El lienzo fue vendido en 1895 pero fue reemplazado en 1904 por una obra de Vittorio Emanuele Bressanin, que representa la Glorificación de la Música. Este trabajo se realizó de forma gratuita. Al mismo tiempo, Bressanin también se dedicó a la creación del fresco en la otra habitación hacia la escalera central, una vez decorada con cinco pinturas de Veronese. En la sala que hoy alberga la dirección del conservatorio hay una aldaba de bronce, atribuida a Alessandro Vittoria.

## Biblioteca
De esta no queda nada más que un catálogo que data de 1807. Tres años después todo salió a subasta y se dispersó. Fue fundada por Almorò Pisani y era la más rica entre las disponibles para los nobles venecianos individuales. Durante el período de su actividad estuvo abierto al público dos veces por semana y contó con un cuidador. La colección estaba repleta de lo que se llamaban libros prohibidos, que con frecuencia estaban relacionados con herejías. La biblioteca también albergaba una vasta colección numismática, que consta de 6000 piezas, que se agregarán a la serie completa de monedas venecianas.